# Patria est ubicumque est bene
La locuzione latina Patria est ubicumque est bene, tradotta letteralmente, significa la patria è dovunque si stia bene (Cicerone, Tusculanae disputationes, V, 37, 108). 
Da osservare però che la sentenza non è di Cicerone, ma è da lui riportata come detta da Pacuvio.

## Curiosità
La frase è ripresa da don Abbondio nel cap. XXXVIII dei Promessi Sposi ("e io non lo saprei cosa dire: la patria è dove si sta bene").